# Casa de Cultura (la Bisbal del Penedès)
La Casa de Cultura és un edifici de la Bisbal del Penedès inclòs a l'Inventari del Patrimoni Arquitectònic de Catalunya.

## Descripció
D'aquest edifici en destaca la façana, on podem veure una porta amb llinda i dues columnes per banda amb funció decorativa. Les columnes presenten capitells dòrics, fust i base. La llinda presenta mètopes i tríglifs.
Sobre la llinda hi ha un balcó amb barana de pedra, que amaga una obertura amb llinda i un frontó a la part superior. La façana està rematada per una cornisa. Sobre la porta d'entrada hi ha la inscripció "Casa de Cultura".
Els materials constructius són el maó i la pedra.

## Història
En una sessió de l'ajuntament del 27 de gener de 1945 es va veure la necessitat de potenciar les activitats culturals de la vila i es decidí de crear una biblioteca, per la qual cosa es nomenà una comissió per portar a terme el projecte.
En un primer moment s'instal·là de forma provisional als baixos de la Casa de la Vila, i fou inaugurada el 10 de juny de 1945.
Més tard, el 20 de febrer de 1956, amb la subvenció de la Diputació, es construí l'actual edifici, que fou beneït per l'abat de Poblet, el pare Garreta.
Avui dia l'edifici té al soterrani l'escorxador, a la planta baixa la biblioteca i al primer pis hi va haver un museu i una escola de pàrvuls.